# Ernest Eklund
Ernest Karl Arnold Eklund, född 25 november 1915 i Munsala, död 11 augusti 1971, var en finländsk stadsdirektör.
Eklund, som var son till bonden Karl Johan Eklund och Maria Johanna Stenvall, utexaminerades från handelsläroverk 1937. Han var kommunalsekreterare i Munsala kommun 1945–1955, verkställande direktör för Munsala andelskassa 1956 och stadsdirektör i Nykarleby från 1957. Han var medlem av styrelsen för mentalsjukhusdistriktet och tuberkulosdistriktet, ordförande i sjukhusstyrelsen för lokalsjukhuset i Nykarleby, medlem av förbundsfullmäktige för centralsjukhuset i Vasa, Kårkulla sinnesslöanstalt i Pargas, viceordförande i styrelsen för yrkesskolan i Jakobstad och i styrelsen för Juthbacka semesterhem.